# حمزة حسيني
حمزة حسيني (مواليد 18 يوليو 1987) هو ملاكم تونسي، مثّل بلاده في الألعاب الأولمبية الصيفية 2008.

## روابط خارجية
حمزة حسيني على موقع أوليمبيديا (الإنجليزية)